# Asedio a la ciudad de Iglesias
El asedio a la ciudad de Iglesias fue uno de los episodios de armas entre la Corona de Aragón y la República de Pisa durante la Conquista aragonesa de Cerdeña.

## Antecedentes
En las Cortes de Gerona de 1321, Jaime II de Aragón, consiguió que Sancho I de Mallorca ofreciera veinte galeras, doscientos caballos, y un buen número de peones para emprender la Conquista de Cerdeña y después, viajó a los reinos de Aragón y de Valencia, de donde también recibió ayuda. Hugo II de Arborea, que reclamaba un tercio del Juzgado de Cagliari, que los pisanos no estaban dispuestos a ceder, y pasó a la acción, venciendo a los pisanos en la batalla de San Gavino, que se replegaron a Iglesias y Cagliari.
Las flotas de Valencia y Cataluña se concentraron en el Delta del Ebro. El 1 de junio de 1323, las flotas, comandadas por el infante Alfonso con un total de 60 galeras, 14 naves y otras naves pequeñas zarpan hacia Cerdeña, y cinco días después se refugiaron en Mahón para evitar el mal tiempo, y donde se une la expedición del Reino de Mallorca capitaneadas por Huguet de Totzó. El 12 de junio llegan a Cerdeña, y el 14, atracan en el Golfo de Palma di Sulci, al sur de la isla, donde un grupo de nobles y señores sardos le prestan juramento de fidelidad al infante Alfonso.
La flota pisana comandada por Manfredi della Gherardesca con 32 naves, a pesar de encontrarse la manada enemigo, no se enfrentó porque la flota comandada por el almirante Francesc Carròs y de Cruïlles era más numerosa y los aragoneses ya estaban en tierra, y los trescientos caballeros alemanes y doscientos arqueros desembarcaron en Cagliari.

## El asedio
Las fuerzas aragonesas se dirigieron a Iglesias, defendida por Vico Ronselmini y Iacopo da Settimo, con un castillo y minas de plata importantes para los pisanos, que estaba siendo acosada por Hugo II de Arborea, aliado del infante Alfonso . Las fuerzas combinadas aragonesas, mallorquinas y arbóreas se componían de unos 20.000 hombres, mientras que la ciudad disponía de unos 700 soldados, entre ellos 128 ballesteros, así como sus murallas. El asedio de Iglesias comenzó el 1 de julio de 1323.
Después de dos asaltos fracasados el 6 y el 20 de julio, los sitiadores eran incapaces de rebasar las murallas, por lo que cortaron las vías de suministro para vencer por inanición y obligar a los defensores a rendirse por desgaste, mientras los ballesteros defensores causaron grandes pérdidas entre los atacantes.
Durante el sitio, en el que murieron Guerau de Rocabertí y Desfar, Gilabert V de Centelles y Artal de Luna y Urrea, los pisanos interceptaron la flota que llevaba Guillem Alomar con refuerzos y víveres, y capturaron varios barcos y quemaron otros, y tuvieron que recibir el socorro de Ramón de Sentmenat desde Goceano.
El calor, la humedad, y la malaria pronto diezmaron ambas partes, por lo que las víctimas fueron cerca de 12.000, y finalmente la ciudad se rindió el 7 de febrero de 1324. La guarnición se rindió con honores y marchó a la defensa de Cagliari.

## Consecuencias
Dalmau VII de Rocabertí y Hugo II de Arborea se dirigieron hacia Castel di Castro, que estaba rodeada por humedales salobres, y por esta razón acamparon en una colina, que fortificaron, en el mismo lugar se construyó la ciudad llamada Bonaire. Mientras tanto, Manfredi della Gherardesca consiguió refuerzos, y el 25 de febrero llegó una flota de 52 barcos con quinientos caballos y dos mil ballesteros, y se dirigió a socorrer al asedio.
El 29 de febrero el infante Alfonso por tierra y el almirante Francesc Carròs y de Cruïlles por mar, derrotan a los pisanos en la batalla de Lucocisterma, aunque Manfredi della Gherardesca y 500 hombres consiguieron llegar al castillo, mientras el resto de los pisanos se dispersaba. Finalmente, el 19 de junio, se firma la capitulación, según la cual Pisa cede a Jaime II de Aragón todos los derechos sobre Cerdeña salvo Cagliari. Finalmente, tras la derrota de pisanos y genoveses en la batalla naval de Cagliari, tuvieron que ceder la última ciudad que conservaban.